# Tour des Flandres 2022
Le Tour des Flandres 2022 est la 106e édition de cette course cycliste masculine sur route. Il a lieu le 3 avril 2022.
La course fait partie du calendrier UCI World Tour 2022 en catégorie 1.UWT.

## Présentation

### Parcours
Le Tour des Flandres se déroule dans la Région flamande, en Belgique entre Anvers et Audenarde sur 272,5 km soit 18 kilomètres supplémentaires par rapport à l'édition précédente. Il s'agit également de la distance la plus longue depuis l'édition 1998.
18 côtes sont répertoriées :
| Mont | Nom               | Km    | Revêtement | Longueur (m) | Pente moyenne | Pente maxi | Km de l'arrivée |
| ---- | ----------------- | ----- | ---------- | ------------ | ------------- | ---------- | --------------- |
| 1    | Vieux Quaremont   | 136,3 | pavés      | 2 200        | 4 %           | 11,6 %     | 136,2           |
| 2    | Kortekeer (nl)    | 146,8 | asphalte   | 1 000        | 6,4 %         | 17 %       | 125,7           |
| 3    | Achterberg        | 153,3 | asphalte   | 1 500        | 4,4 %         | 14 %       | 119,2           |
| 4    | Wolvenberg        | 158,2 | asphalte   | 645          | 7,9 %         | 17,3 %     | 114,3           |
| 5    | Molenberg         | 170,7 | pavés      | 463          | 7 %           | 14,2 %     | 101,8           |
| 6    | Marlboroughstraat | 174,6 | asphalte   | 463          | 3 %           | 7 %        | 97,9            |
| 7    | Berendries        | 178,7 | asphalte   | 940          | 7 %           | 12,3 %     | 93,8            |
| 8    | Valkenberg        | 184,0 | asphalte   | 540          | 8,1 %         | 12,8 %     | 88,5            |
| 9    | Berg Ten Houte    | 196,5 | pavés      | 1 100        | 6 %           | 21 %       | 76,0            |
| 10   | Kanarieberg       | 202,0 | asphalte   | 1 000        | 7,7 %         | 14 %       | 70,5            |
| 11   | Vieux Quaremont   | 217,9 | pavés      | 2 200        | 4 %           | 11,6 %     | 54,6            |
| 12   | Paterberg         | 221,4 | pavés      | 360          | 12,9 %        | 20,3 %     | 51,1            |
| 13   | Koppenberg        | 227,9 | pavés      | 600          | 11,6 %        | 22 %       | 44,6            |
| 14   | Steenbeekdries    | 233,3 | pavés      | 1 100        | 3,1 %         | 7,6 %      | 39,2            |
| 15   | Taaienberg        | 235,7 | pavés      | 530          | 6,6 %         | 15,8 %     | 36,8            |
| 16   | Kruisberg         | 246,0 | asphalte   | 2 500        | 5 %           | 9 %        | 26,5            |
| 17   | Vieux Quaremont   | 255,8 | pavés      | 2 200        | 4 %           | 11,6 %     | 16,7            |
| 18   | Paterberg         | 259,2 | pavés      | 360          | 12,9 %        | 20,3 %     | 13,3            |

En plus des traditionnels monts, il y a sept secteurs pavés :

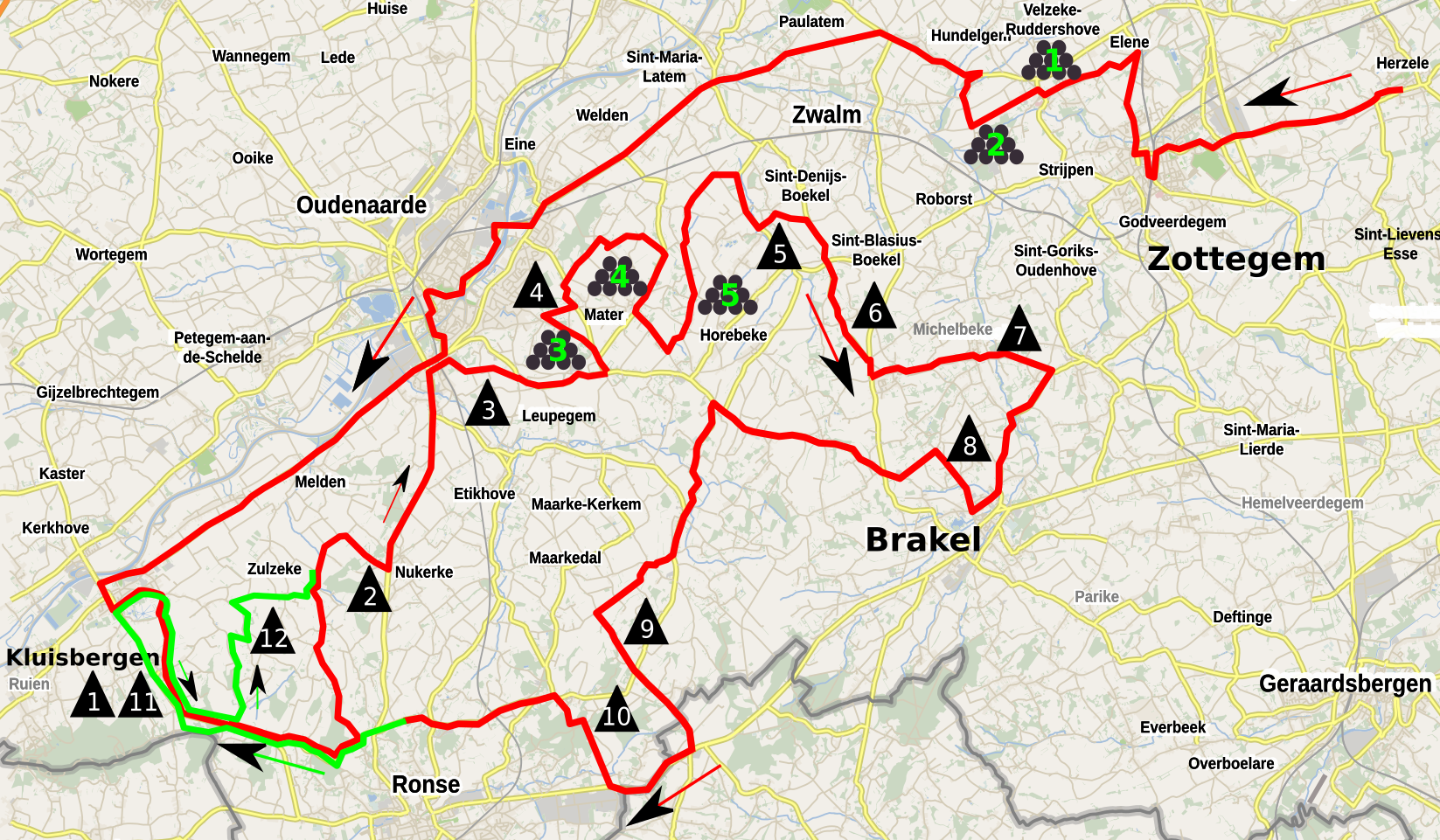
Note: Oudenaarde est le nom néerlandais d'Audenarde et Ronse celui de Renaix
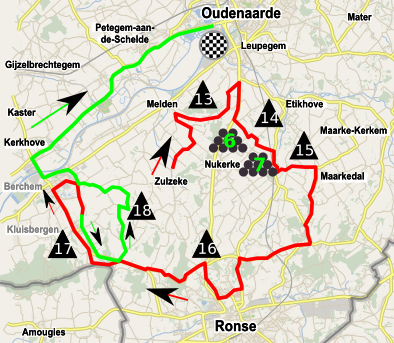

| Secteur | Nom              | Km    | Longueur (m) | Km de l'arrivée |
| ------- | ---------------- | ----- | ------------ | --------------- |
| 1       | Lippenhovestraat | 103,7 | 1 300        | 168,8           |
| 2       | Paddestraat      | 105,2 | 1 500        | 167,3           |
| 3       | Holleweg         | 155,6 | 650          | 116,9           |
| 4       | Kerkgate         | 161,8 | 1 400        | 110,7           |
| 5       | Jagerij          | 164,4 | 800          | 108,1           |
| 6       | Mariaborrestraat | 231,9 | 400          | 40,6            |
| 7       | Stationberg      | 233,8 | 700          | 38,7            |

- - Premier tour de circuit
  - Transition vers le deuxième tour de circuit
Note: Oudenaarde est le nom néerlandais d'Audenarde et Ronse celui de Renaix
- - Deuxième tour de circuit
  - Final

### Équipes
Vingt-quatre équipes participent à cette classique : dix-sept équipes UCI WorldTeams et sept UCI ProTeams. L'équipe World Team Israel-Premier Tech doit renoncer à prendre le départ à cause d’un effectif largement décimé par les maladies et les blessures.
| WorldTeams (17)- AG2R Citroën Team - Astana Qazaqstan Team - Bahrain Victorious - Bora-Hansgrohe - Cofidis - EF Education-EasyPost - Groupama-FDJ - Ineos Grenadiers - Intermarché-Wanty-Gobert Matériaux - Jumbo-Visma - Lotto-Soudal - Movistar Team - Quick-Step Alpha Vinyl - BikeExchange-Jayco - Team DSM - Trek-Segafredo - UAE Team Emirates ProTeams (7)- Alpecin-Fenix - Arkéa-Samsic - B&B Hotels-KTM - Bingoal Pauwels Sauces WB - TotalEnergies - Sport Vlaanderen-Baloise - Uno-X Pro Cycling Team |
| |

### Favoris
En l'absence de Wout van Aert, malade, les deux principaux candidats à la victoire sont le Néerlandais Mathieu van der Poel (Alpecin Fenix) et le  Slovène  Tadej Pogačar (UAE Emirates). Les autres favoris sont le Slovène Matej Mohorič (Bahrain Victorious), le Français Christophe Laporte et son coéquipier belge Tiesj Benoot (Jumbo Visma), le Britannique Tom Pidcock (Ineos Grenadiers), le Belge Victor Campenaerts (Lotto Soudal) et le Danois Kasper Asgreen (Quick-Step Alpha Vinyl), le vainqueur de l'édition précédente.

## Déroulement de la course
L'échappée matinale forte de neuf hommes réussit à creuser un écart supérieur à 4 minutes sur le peloton ou sur différents groupes de chasse qui se font et se défont au fil des kilomètres. Le Néerlandais Taco van der Hoorn (Intermarché Wanty Gobert) est le dernier des fuyards à être repris lors du deuxième passage du Vieux Quaremont à 54 km de l'arrivée. C'est principalement sous l'impulsion de Tadej Pogačar (UAE Emirates), très à l'aise dans cette côte pavée, que ce regroupement s'opère. À 49 kilomètres de l'arrivée, le Britannique Fred Wright (Bahrain Victorious) et le Néerlandais Dylan van Baarle (Ineos Grenadiers) s'isolent en tête. Dans le Koppenberg, à 44 km du terme, le Néerlandais Mathieu van der Poel (Alpecin Fenix), Tadej Pogačar (UAE Emirates) et le Français Valentin Madouas (Groupama FDJ) partent en chasse derrière les deux hommes de tête et finissent par les rejoindre dans le Taaienberg à 37 km de l'arrivée. Ce groupe de tête ainsi constitué de cinq hommes creuse progressivement un écart dépassant la minute sur les premiers poursuivants. Dans la dernière ascension du Vieux Quaremont, à 17 km de l'arrivée, Pogačar monte en force avec le seul van der Poel dans sa roue, les trois autres compagnons d'échappée (Madouas, van Baarle, Wright) ne pouvant suivre le rythme élevé du Slovène et du Néerlandais. Le Paterberg ne modifiant pas la donne, Pogačar et van der Poel filent vers l'arrivée à Audenarde. Après le passage sous la flamme rouge, les deux coureurs commencent à s'observer et, aux deux cents mètres, van Baarle et Madouas reviennent sur les deux hommes de tête. Mathieu van der Poel lance enfin le sprint et s'impose devant van Baarle et Madouas. Et Pogačar, mal placé, rate le podium.

## Classements

### Classement de la course
| \| Classement général \| Classement général \| Classement général \| Classement général \| Classement général \| \| Coureur \| Coureur \| Pays \| Équipe \| Temps \| \| ------------------ \| -------------------- \| ------------------ \| ---------------------------------- \| ------------------ \| \| 1er \| Mathieu van der Poel \| Pays-Bas \| Alpecin-Fenix \| 6 h 18 min 30 s \| \| 2e \| Dylan van Baarle \| Pays-Bas \| Ineos Grenadiers \| + 0 s \| \| 3e \| Valentin Madouas \| France \| Groupama-FDJ \| + 0 s \| \| 4e \| Tadej Pogačar \| Slovénie \| UAE Team Emirates \| + 0 s \| \| 5e \| Stefan Küng \| Suisse \| Groupama-FDJ \| + 2 s \| \| 6e \| Dylan Teuns \| Belgique \| Bahrain Victorious \| + 2 s \| \| 7e \| Fred Wright \| Royaume-Uni \| Bahrain Victorious \| + 11 s \| \| 8e \| Mads Pedersen \| Danemark \| Trek-Segafredo \| + 48 s \| \| 9e \| Christophe Laporte \| France \| Jumbo-Visma \| + 48 s \| \| 10e \| Alexander Kristoff \| Norvège \| Intermarché-Wanty-Gobert Matériaux \| + 48 s \| \| 11e \| Michael Matthews \| Australie \| BikeExchange-Jayco \| + 48 s \| \| 12e \| Jan Tratnik \| Slovénie \| Bahrain Victorious \| + 48 s \| \| 13e \| Tiesj Benoot \| Belgique \| Jumbo-Visma \| + 1 min 02 s \| \| 14e \| Tom Pidcock \| Royaume-Uni \| Ineos Grenadiers \| + 1 min 05 s \| \| 15e \| Greg Van Avermaet \| Belgique \| AG2R Citroën Team \| + 1 min 07 s \| \| 16e \| Danny van Poppel \| Pays-Bas \| Bora-Hansgrohe \| + 1 min 07 s \| \| 17e \| Matîs Louvel \| France \| Arkéa-Samsic \| + 1 min 07 s \| \| 18e \| John Degenkolb \| Allemagne \| Team DSM \| + 1 min 07 s \| \| 19e \| Mike Teunissen \| Pays-Bas \| Jumbo-Visma \| + 1 min 07 s \| \| 20e \| Alex Aranburu \| Espagne \| Movistar Team \| + 1 min 07 s \| |                      |             |                                    |                 |
| |                      |             |                                    |                 |
| Source : ProCyclingStats |                      |             |                                    |                 |
| Classement général |                      |             |                                    |                 |
| Coureur | Coureur              | Pays        | Équipe                             | Temps           |
| 1er | Mathieu van der Poel | Pays-Bas    | Alpecin-Fenix                      | 6 h 18 min 30 s |
| 2e | Dylan van Baarle     | Pays-Bas    | Ineos Grenadiers                   | + 0 s           |
| 3e | Valentin Madouas     | France      | Groupama-FDJ                       | + 0 s           |
| 4e | Tadej Pogačar        | Slovénie    | UAE Team Emirates                  | + 0 s           |
| 5e | Stefan Küng          | Suisse      | Groupama-FDJ                       | + 2 s           |
| 6e | Dylan Teuns          | Belgique    | Bahrain Victorious                 | + 2 s           |
| 7e | Fred Wright          | Royaume-Uni | Bahrain Victorious                 | + 11 s          |
| 8e | Mads Pedersen        | Danemark    | Trek-Segafredo                     | + 48 s          |
| 9e | Christophe Laporte   | France      | Jumbo-Visma                        | + 48 s          |
| 10e | Alexander Kristoff   | Norvège     | Intermarché-Wanty-Gobert Matériaux | + 48 s          |
| 11e | Michael Matthews     | Australie   | BikeExchange-Jayco                 | + 48 s          |
| 12e | Jan Tratnik          | Slovénie    | Bahrain Victorious                 | + 48 s          |
| 13e | Tiesj Benoot         | Belgique    | Jumbo-Visma                        | + 1 min 02 s    |
| 14e | Tom Pidcock          | Royaume-Uni | Ineos Grenadiers                   | + 1 min 05 s    |
| 15e | Greg Van Avermaet    | Belgique    | AG2R Citroën Team                  | + 1 min 07 s    |
| 16e | Danny van Poppel     | Pays-Bas    | Bora-Hansgrohe                     | + 1 min 07 s    |
| 17e | Matîs Louvel         | France      | Arkéa-Samsic                       | + 1 min 07 s    |
| 18e | John Degenkolb       | Allemagne   | Team DSM                           | + 1 min 07 s    |
| 19e | Mike Teunissen       | Pays-Bas    | Jumbo-Visma                        | + 1 min 07 s    |
| 20e | Alex Aranburu        | Espagne     | Movistar Team                      | + 1 min 07 s    |

### Classements UCI
La course attribue des points au Classement mondial UCI 2022 selon le barème suivant :
| Position           | 1er | 2e  | 3e  | 4e  | 5e  | 6e  | 7e  | 8e  | 9e  | 10e | 11e | 12e | 13e | 14e | 15e | 16e à 20e | 21e à 30e | 31e à 50e | 51e à 55e | 56e à 60e |
| Classement général | 500 | 400 | 325 | 275 | 225 | 175 | 150 | 125 | 100 | 85  | 70  | 60  | 50  | 40  | 35  | 30        | 20        | 10        | 5         | 3         |

## Liste des participants
| Légende | Légende                                                                    | Légende | Légende                                                    |
| ------- | -------------------------------------------------------------------------- | ------- | ---------------------------------------------------------- |
| Num     | Dossard de départ porté par le coureur sur ce Tour des Flandres            | Pos     | Position à l'arrivée de la course                          |
|         | Indique un maillot de champion national ou mondial, suivi de sa spécialité | NP      | Indique un coureur qui n'a pas pris le départ de la course |
| AB      | Indique un coureur qui n'a pas terminé la course                           | HD      | Indique un coureur qui a terminé la course hors des délais |
| DSQ     | Indique un coureur qui a été disqualifié de la course                      |         |                                                            |

| Quick-Step Alpha Vinyl QST | Quick-Step Alpha Vinyl QST | Quick-Step Alpha Vinyl QST |
| -------------------------- | -------------------------- | -------------------------- |
| Num                        | Coureur                    | Pos                        |
| 1                          | Kasper Asgreen (DEN)       | 23e                        |
| 2                          | Yves Lampaert (BEL)        | 30e                        |
| 3                          | Tim Declercq (BEL)         | AB                         |
| 4                          | Jannik Steimle (GER)       | 46e                        |
| 5                          | Florian Sénéchal (FRA)     | 38e                        |
| 6                          | Zdeněk Štybar (CZE)        | 54e                        |
| 7                          | Bert Van Lerberghe (BEL)   | AB                         |

| Jumbo-Visma TJV | Jumbo-Visma TJV            | Jumbo-Visma TJV |
| --------------- | -------------------------- | --------------- |
| Num             | Coureur                    | Pos             |
| 11              | Mick van Dijke (NED)       | 75e             |
| 12              | Tiesj Benoot (BEL)         | 13e             |
| 13              | Christophe Laporte (FRA)   | 9e              |
| 14              | Edoardo Affini (ITA)       | AB              |
| 15              | Mike Teunissen (NED)       | 19e             |
| 16              | Timo Roosen (NED) (route)  | AB              |
| 17              | Nathan Van Hooydonck (BEL) | 42e             |

| Lotto-Soudal LTS | Lotto-Soudal LTS         | Lotto-Soudal LTS |
| ---------------- | ------------------------ | ---------------- |
| Num              | Coureur                  | Pos              |
| 21               | Victor Campenaerts (BEL) | 33e              |
| 22               | Cédric Beullens (BEL)    | 65e              |
| 23               | Tim Wellens (BEL)        | 43e              |
| 24               | Roger Kluge (GER)        | AB               |
| 25               | Sébastien Grignard (BEL) | 73e              |
| 26               | Brent Van Moer (BEL)     | 61e              |
| 27               | Florian Vermeersch (BEL) | 76e              |

| Intermarché-Wanty-Gobert Matériaux IWG | Intermarché-Wanty-Gobert Matériaux IWG | Intermarché-Wanty-Gobert Matériaux IWG |
| -------------------------------------- | -------------------------------------- | -------------------------------------- |
| Num                                    | Coureur                                | Pos                                    |
| 31                                     | Alexander Kristoff (NOR)               | 10e                                    |
| 32                                     | Tom Devriendt (BEL)                    | 66e                                    |
| 33                                     | Boy van Poppel (NED)                   | AB                                     |
| 34                                     | Aimé De Gendt (BEL)                    | 27e                                    |
| 35                                     | Andrea Pasqualon (ITA)                 | 44e                                    |
| 36                                     | Adrien Petit (FRA)                     | AB                                     |
| 37                                     | Taco van der Hoorn (NED)               | 72e                                    |

| AG2R Citroën Team ACT | AG2R Citroën Team ACT   | AG2R Citroën Team ACT |
| --------------------- | ----------------------- | --------------------- |
| Num                   | Coureur                 | Pos                   |
| 41                    | Greg Van Avermaet (BEL) | 15e                   |
| 42                    | Oliver Naesen (BEL)     | 41e                   |
| 43                    | Bob Jungels (LUX)       | 56e                   |
| 44                    | Stan Dewulf (BEL)       | 99e                   |
| 45                    | Michael Schär (SUI)     | 100e                  |
| 46                    | Damien Touzé (FRA)      | 77e                   |
| 47                    | Gijs Van Hoecke (BEL)   | AB                    |

| EF Education-EasyPost EFE | EF Education-EasyPost EFE | EF Education-EasyPost EFE |
| ------------------------- | ------------------------- | ------------------------- |
| Num                       | Coureur                   | Pos                       |
| 51                        | Alberto Bettiol (ITA)     | AB                        |
| 52                        | Jens Keukeleire (BEL)     | AB                        |
| 53                        | Thomas Scully (NZL)       | AB                        |
| 54                        | Michael Valgren (DEN)     | 36e                       |
| 55                        | Sebastian Langeveld (NED) | 63e                       |
| 56                        | Jonas Rutsch (GER)        | 89e                       |
| 57                        | Łukasz Wiśniowski (POL)   | AB                        |

| Trek-Segafredo TFS | Trek-Segafredo TFS         | Trek-Segafredo TFS |
| ------------------ | -------------------------- | ------------------ |
| Num                | Coureur                    | Pos                |
| 61                 | Jasper Stuyven (BEL)       | 50e                |
| 62                 | Edward Theuns (BEL)        | 67e                |
| 63                 | Mads Pedersen (DEN)        | 8e                 |
| 64                 | Alex Kirsch (LUX)          | 78e                |
| 65                 | Daan Hoole (NED)           | AB                 |
| 66                 | Toms Skujiņš (LAT) (route) | 96e                |
| 67                 | Otto Vergaerde (BEL)       | 79e                |

| Alpecin-Fenix AFC | Alpecin-Fenix AFC            | Alpecin-Fenix AFC |
| ----------------- | ---------------------------- | ----------------- |
| Num               | Coureur                      | Pos               |
| 81                | Mathieu van der Poel (NED)   | 1er               |
| 82                | Gianni Vermeersch (BEL)      | 40e               |
| 83                | Michael Gogl (AUT)           | AB                |
| 84                | Silvan Dillier (SUI) (route) | 98e               |
| 85                | Xandro Meurisse (BEL)        | AB                |
| 86                | Jasper Philipsen (BEL)       | AB                |
| 87                | Julien Vermote (BEL)         | 97e               |

| UAE Team Emirates UAD | UAE Team Emirates UAD      | UAE Team Emirates UAD |
| --------------------- | -------------------------- | --------------------- |
| Num                   | Coureur                    | Pos                   |
| 91                    | Tadej Pogačar (SLO)        | 4e                    |
| 92                    | Rui Oliveira (POR)         | AB                    |
| 93                    | Alexys Brunel (FRA)        | AB                    |
| 94                    | Oliviero Troia (ITA)       | AB                    |
| 95                    | Felix Groß (GER)           | AB                    |
| 96                    | Vegard Stake Laengen (NOR) | AB                    |
| 97                    | Matteo Trentin (ITA)       | 34e                   |

| TotalEnergies TEN | TotalEnergies TEN          | TotalEnergies TEN |
| ----------------- | -------------------------- | ----------------- |
| Num               | Coureur                    | Pos               |
| 101               | Edvald Boasson Hagen (NOR) | AB                |
| 102               | Geoffrey Soupe (FRA)       | AB                |
| 103               | Maciej Bodnar (POL)        | AB                |
| 104               | Daniel Oss (ITA)           | AB                |
| 105               | Niki Terpstra (NED)        | 29e               |
| 106               | Anthony Turgis (FRA)       | AB                |
| 107               | Sandy Dujardin (FRA)       | 60e               |

| Ineos Grenadiers IGD | Ineos Grenadiers IGD    | Ineos Grenadiers IGD |
| -------------------- | ----------------------- | -------------------- |
| Num                  | Coureur                 | Pos                  |
| 111                  | Tom Pidcock (GBR)       | 14e                  |
| 112                  | Kim Heiduk (GER)        | AB                   |
| 113                  | Jhonatan Narváez (ECU)  | 52e                  |
| 114                  | Ben Turner (GBR)        | 35e                  |
| 115                  | Magnus Sheffield (USA)  | 69e                  |
| 116                  | Ben Swift (GBR) (route) | 74e                  |
| 117                  | Dylan van Baarle (NED)  | 2e                   |

| BikeExchange-Jayco BEX | BikeExchange-Jayco BEX    | BikeExchange-Jayco BEX |
| ---------------------- | ------------------------- | ---------------------- |
| Num                    | Coureur                   | Pos                    |
| 121                    | Michael Matthews (AUS)    | 11e                    |
| 122                    | Alexander Edmondson (AUS) | AB                     |
| 123                    | Dion Smith (NZL)          | 53e                    |
| 124                    | Luke Durbridge (AUS)      | 83e                    |
| 125                    | Campbell Stewart (NZL)    | AB                     |
| 126                    | Sam Bewley (NZL)          | AB                     |
| 127                    | Kelland O'Brien (AUS)     | AB                     |

| Astana Qazaqstan Team AST | Astana Qazaqstan Team AST      | Astana Qazaqstan Team AST |
| ------------------------- | ------------------------------ | ------------------------- |
| Num                       | Coureur                        | Pos                       |
| 131                       | Gianni Moscon (ITA)            | AB                        |
| 132                       | Leonardo Basso (ITA)           | AB                        |
| 133                       | Manuele Boaro (ITA)            | AB                        |
| 134                       | Yevgeniy Fedorov (KAZ) (route) | 101e                      |
| 135                       | Michele Gazzoli (ITA)          | AB                        |
| 136                       | Davide Martinelli (ITA)        | AB                        |
| 137                       | Artyom Zakharov (KAZ)          | 86e                       |

| Bahrain Victorious TBV | Bahrain Victorious TBV      | Bahrain Victorious TBV |
| ---------------------- | --------------------------- | ---------------------- |
| Num                    | Coureur                     | Pos                    |
| 141                    | Heinrich Haussler (AUS)     | AB                     |
| 142                    | Filip Maciejuk (POL)        | 84e                    |
| 143                    | Jan Tratnik (SLO)           | 12e                    |
| 144                    | Matej Mohorič (SLO) (route) | 21e                    |
| 145                    | Jasha Sütterlin (GER)       | 26e                    |
| 146                    | Dylan Teuns (BEL)           | 6e                     |
| 147                    | Fred Wright (GBR)           | 7e                     |

| Bora-Hansgrohe BOH | Bora-Hansgrohe BOH        | Bora-Hansgrohe BOH |
| ------------------ | ------------------------- | ------------------ |
| Num                | Coureur                   | Pos                |
| 151                | Nils Politt (GER)         | 47e                |
| 152                | Jonas Koch (GER)          | 87e                |
| 153                | Marco Haller (AUT)        | 102e               |
| 154                | Jordi Meeus (BEL)         | AB                 |
| 155                | Ryan Mullen (IRL) (route) | AB                 |
| 156                | Martin Laas (EST)         | AB                 |
| 157                | Danny van Poppel (NED)    | 16e                |

| Cofidis COF | Cofidis COF             | Cofidis COF |
| ----------- | ----------------------- | ----------- |
| Num         | Coureur                 | Pos         |
| 161         | Piet Allegaert (BEL)    | AB          |
| 162         | Tom Bohli (SUI)         | AB          |
| 163         | Wesley Kreder (NED)     | NP          |
| 164         | Sander Armée (BEL)      | 48e         |
| 165         | Szymon Sajnok (POL)     | 93e         |
| 166         | Kenneth Vanbilsen (BEL) | AB          |
| 167         | Jelle Wallays (BEL)     | AB          |

| Groupama-FDJ GFC | Groupama-FDJ GFC            | Groupama-FDJ GFC |
| ---------------- | --------------------------- | ---------------- |
| Num              | Coureur                     | Pos              |
| 171              | Stefan Küng (SUI)           | 5e               |
| 172              | Lewis Askey (GBR)           | 55e              |
| 173              | Kevin Geniets (LUX) (route) | 37e              |
| 174              | Olivier Le Gac (FRA)        | 31e              |
| 175              | Fabian Lienhard (SUI)       | 51e              |
| 176              | Tobias Ludvigsson (SWE)     | AB               |
| 177              | Valentin Madouas (FRA)      | 3e               |

| Movistar Team MOV | Movistar Team MOV         | Movistar Team MOV |
| ----------------- | ------------------------- | ----------------- |
| Num               | Coureur                   | Pos               |
| 181               | Alex Aranburu (ESP)       | 20e               |
| 182               | Imanol Erviti (ESP)       | 71e               |
| 183               | Iván García Cortina (ESP) | 22e               |
| 184               | Johan Jacobs (SUI)        | 64e               |
| 185               | Mathias Norsgaard (DEN)   | 57e               |
| 186               | Max Kanter (GER)          | 91e               |
| 187               | Iñigo Elosegui (ESP)      | 82e               |

| Team DSM DSM | Team DSM DSM               | Team DSM DSM |
| ------------ | -------------------------- | ------------ |
| Num          | Coureur                    | Pos          |
| 191          | John Degenkolb (GER)       | 18e          |
| 192          | Søren Kragh Andersen (DEN) | NP           |
| 193          | Nikias Arndt (GER)         | AB           |
| 194          | Niklas Märkl (GER)         | 85e          |
| 195          | Joris Nieuwenhuis (NED)    | 39e          |
| 197          | Kevin Vermaerke (USA)      | AB           |

| B&B Hotels-KTM BBK | B&B Hotels-KTM BBK     | B&B Hotels-KTM BBK |
| ------------------ | ---------------------- | ------------------ |
| Num                | Coureur                | Pos                |
| 201                | Alexis Gougeard (FRA)  | AB                 |
| 202                | Quentin Jauregui (FRA) | 80e                |
| 203                | Victor Koretzky (FRA)  | 59e                |
| 204                | Jordi Warlop (BEL)     | AB                 |
| 205                | Cyril Lemoine (FRA)    | 70e                |
| 206                | Luca Mozzato (ITA)     | 25e                |
| 207                | Julien Morice (FRA)    | 103e               |

| Bingoal Pauwels Sauces WB BWB | Bingoal Pauwels Sauces WB BWB | Bingoal Pauwels Sauces WB BWB |
| ----------------------------- | ----------------------------- | ----------------------------- |
| Num                           | Coureur                       | Pos                           |
| 211                           | Timothy Dupont (BEL)          | AB                            |
| 212                           | Mathijs Paasschens (NED)      | AB                            |
| 213                           | Arjen Livyns (BEL)            | 32e                           |
| 214                           | Stanisław Aniołkowski (POL)   | 92e                           |
| 215                           | Karl Patrick Lauk (EST)       | AB                            |
| 216                           | Ludovic Robeet (BEL)          | 95e                           |
| 217                           | Tom Wirtgen (LUX)             | AB                            |

| Sport Vlaanderen-Baloise SVB | Sport Vlaanderen-Baloise SVB | Sport Vlaanderen-Baloise SVB |
| ---------------------------- | ---------------------------- | ---------------------------- |
| Num                          | Coureur                      | Pos                          |
| 221                          | Julian Mertens (BEL)         | 58e                          |
| 222                          | Vito Braet (BEL)             | AB                           |
| 223                          | Sander De Pestel (BEL)       | 90e                          |
| 224                          | Lindsay De Vylder (BEL)      | 68e                          |
| 225                          | Robbe Ghys (BEL)             | 45e                          |
| 226                          | Arne Marit (BEL)             | 81e                          |
| 227                          | Kenneth Van Rooy (BEL)       | AB                           |

| Arkéa-Samsic ARK | Arkéa-Samsic ARK       | Arkéa-Samsic ARK |
| ---------------- | ---------------------- | ---------------- |
| Num              | Coureur                | Pos              |
| 231              | Amaury Capiot (BEL)    | 24e              |
| 232              | Christophe Noppe (BEL) | AB               |
| 233              | Matîs Louvel (FRA)     | 17e              |
| 234              | Markus Pajur (EST)     | 94e              |
| 235              | Kévin Ledanois (FRA)   | AB               |
| 236              | Clément Russo (FRA)    | 49e              |
| 237              | Connor Swift (GBR)     | 62e              |

| Uno-X Pro Cycling Team UXT | Uno-X Pro Cycling Team UXT  | Uno-X Pro Cycling Team UXT |
| -------------------------- | --------------------------- | -------------------------- |
| Num                        | Coureur                     | Pos                        |
| 241                        | Kristoffer Halvorsen (NOR)  | AB                         |
| 242                        | Tobias Johannessen (NOR)    | AB                         |
| 243                        | William Blume Levy (DEN)    | AB                         |
| 244                        | Erik Nordsæter Resell (NOR) | AB                         |
| 245                        | Anders Skaarseth (NOR)      | 28e                        |
| 246                        | Søren Wærenskjold (NOR)     | AB                         |
| 247                        | Rasmus Tiller (NOR)         | 88e                        |

| Quick-Step Alpha Vinyl QST | Quick-Step Alpha Vinyl QST | Quick-Step Alpha Vinyl QST |
| -------------------------- | -------------------------- | -------------------------- |
| Num                        | Coureur                    | Pos                        |
| 1                          | Kasper Asgreen (DEN)       | 23e                        |
| 2                          | Yves Lampaert (BEL)        | 30e                        |
| 3                          | Tim Declercq (BEL)         | AB                         |
| 4                          | Jannik Steimle (GER)       | 46e                        |
| 5                          | Florian Sénéchal (FRA)     | 38e                        |
| 6                          | Zdeněk Štybar (CZE)        | 54e                        |
| 7                          | Bert Van Lerberghe (BEL)   | AB                         |

| Jumbo-Visma TJV | Jumbo-Visma TJV            | Jumbo-Visma TJV |
| --------------- | -------------------------- | --------------- |
| Num             | Coureur                    | Pos             |
| 11              | Mick van Dijke (NED)       | 75e             |
| 12              | Tiesj Benoot (BEL)         | 13e             |
| 13              | Christophe Laporte (FRA)   | 9e              |
| 14              | Edoardo Affini (ITA)       | AB              |
| 15              | Mike Teunissen (NED)       | 19e             |
| 16              | Timo Roosen (NED) (route)  | AB              |
| 17              | Nathan Van Hooydonck (BEL) | 42e             |

| Lotto-Soudal LTS | Lotto-Soudal LTS         | Lotto-Soudal LTS |
| ---------------- | ------------------------ | ---------------- |
| Num              | Coureur                  | Pos              |
| 21               | Victor Campenaerts (BEL) | 33e              |
| 22               | Cédric Beullens (BEL)    | 65e              |
| 23               | Tim Wellens (BEL)        | 43e              |
| 24               | Roger Kluge (GER)        | AB               |
| 25               | Sébastien Grignard (BEL) | 73e              |
| 26               | Brent Van Moer (BEL)     | 61e              |
| 27               | Florian Vermeersch (BEL) | 76e              |

| Intermarché-Wanty-Gobert Matériaux IWG | Intermarché-Wanty-Gobert Matériaux IWG | Intermarché-Wanty-Gobert Matériaux IWG |
| -------------------------------------- | -------------------------------------- | -------------------------------------- |
| Num                                    | Coureur                                | Pos                                    |
| 31                                     | Alexander Kristoff (NOR)               | 10e                                    |
| 32                                     | Tom Devriendt (BEL)                    | 66e                                    |
| 33                                     | Boy van Poppel (NED)                   | AB                                     |
| 34                                     | Aimé De Gendt (BEL)                    | 27e                                    |
| 35                                     | Andrea Pasqualon (ITA)                 | 44e                                    |
| 36                                     | Adrien Petit (FRA)                     | AB                                     |
| 37                                     | Taco van der Hoorn (NED)               | 72e                                    |

| AG2R Citroën Team ACT | AG2R Citroën Team ACT   | AG2R Citroën Team ACT |
| --------------------- | ----------------------- | --------------------- |
| Num                   | Coureur                 | Pos                   |
| 41                    | Greg Van Avermaet (BEL) | 15e                   |
| 42                    | Oliver Naesen (BEL)     | 41e                   |
| 43                    | Bob Jungels (LUX)       | 56e                   |
| 44                    | Stan Dewulf (BEL)       | 99e                   |
| 45                    | Michael Schär (SUI)     | 100e                  |
| 46                    | Damien Touzé (FRA)      | 77e                   |
| 47                    | Gijs Van Hoecke (BEL)   | AB                    |

| EF Education-EasyPost EFE | EF Education-EasyPost EFE | EF Education-EasyPost EFE |
| ------------------------- | ------------------------- | ------------------------- |
| Num                       | Coureur                   | Pos                       |
| 51                        | Alberto Bettiol (ITA)     | AB                        |
| 52                        | Jens Keukeleire (BEL)     | AB                        |
| 53                        | Thomas Scully (NZL)       | AB                        |
| 54                        | Michael Valgren (DEN)     | 36e                       |
| 55                        | Sebastian Langeveld (NED) | 63e                       |
| 56                        | Jonas Rutsch (GER)        | 89e                       |
| 57                        | Łukasz Wiśniowski (POL)   | AB                        |

| Trek-Segafredo TFS | Trek-Segafredo TFS         | Trek-Segafredo TFS |
| ------------------ | -------------------------- | ------------------ |
| Num                | Coureur                    | Pos                |
| 61                 | Jasper Stuyven (BEL)       | 50e                |
| 62                 | Edward Theuns (BEL)        | 67e                |
| 63                 | Mads Pedersen (DEN)        | 8e                 |
| 64                 | Alex Kirsch (LUX)          | 78e                |
| 65                 | Daan Hoole (NED)           | AB                 |
| 66                 | Toms Skujiņš (LAT) (route) | 96e                |
| 67                 | Otto Vergaerde (BEL)       | 79e                |

| Alpecin-Fenix AFC | Alpecin-Fenix AFC            | Alpecin-Fenix AFC |
| ----------------- | ---------------------------- | ----------------- |
| Num               | Coureur                      | Pos               |
| 81                | Mathieu van der Poel (NED)   | 1er               |
| 82                | Gianni Vermeersch (BEL)      | 40e               |
| 83                | Michael Gogl (AUT)           | AB                |
| 84                | Silvan Dillier (SUI) (route) | 98e               |
| 85                | Xandro Meurisse (BEL)        | AB                |
| 86                | Jasper Philipsen (BEL)       | AB                |
| 87                | Julien Vermote (BEL)         | 97e               |

| UAE Team Emirates UAD | UAE Team Emirates UAD      | UAE Team Emirates UAD |
| --------------------- | -------------------------- | --------------------- |
| Num                   | Coureur                    | Pos                   |
| 91                    | Tadej Pogačar (SLO)        | 4e                    |
| 92                    | Rui Oliveira (POR)         | AB                    |
| 93                    | Alexys Brunel (FRA)        | AB                    |
| 94                    | Oliviero Troia (ITA)       | AB                    |
| 95                    | Felix Groß (GER)           | AB                    |
| 96                    | Vegard Stake Laengen (NOR) | AB                    |
| 97                    | Matteo Trentin (ITA)       | 34e                   |

| TotalEnergies TEN | TotalEnergies TEN          | TotalEnergies TEN |
| ----------------- | -------------------------- | ----------------- |
| Num               | Coureur                    | Pos               |
| 101               | Edvald Boasson Hagen (NOR) | AB                |
| 102               | Geoffrey Soupe (FRA)       | AB                |
| 103               | Maciej Bodnar (POL)        | AB                |
| 104               | Daniel Oss (ITA)           | AB                |
| 105               | Niki Terpstra (NED)        | 29e               |
| 106               | Anthony Turgis (FRA)       | AB                |
| 107               | Sandy Dujardin (FRA)       | 60e               |

| Ineos Grenadiers IGD | Ineos Grenadiers IGD    | Ineos Grenadiers IGD |
| -------------------- | ----------------------- | -------------------- |
| Num                  | Coureur                 | Pos                  |
| 111                  | Tom Pidcock (GBR)       | 14e                  |
| 112                  | Kim Heiduk (GER)        | AB                   |
| 113                  | Jhonatan Narváez (ECU)  | 52e                  |
| 114                  | Ben Turner (GBR)        | 35e                  |
| 115                  | Magnus Sheffield (USA)  | 69e                  |
| 116                  | Ben Swift (GBR) (route) | 74e                  |
| 117                  | Dylan van Baarle (NED)  | 2e                   |

| BikeExchange-Jayco BEX | BikeExchange-Jayco BEX    | BikeExchange-Jayco BEX |
| ---------------------- | ------------------------- | ---------------------- |
| Num                    | Coureur                   | Pos                    |
| 121                    | Michael Matthews (AUS)    | 11e                    |
| 122                    | Alexander Edmondson (AUS) | AB                     |
| 123                    | Dion Smith (NZL)          | 53e                    |
| 124                    | Luke Durbridge (AUS)      | 83e                    |
| 125                    | Campbell Stewart (NZL)    | AB                     |
| 126                    | Sam Bewley (NZL)          | AB                     |
| 127                    | Kelland O'Brien (AUS)     | AB                     |

| Astana Qazaqstan Team AST | Astana Qazaqstan Team AST      | Astana Qazaqstan Team AST |
| ------------------------- | ------------------------------ | ------------------------- |
| Num                       | Coureur                        | Pos                       |
| 131                       | Gianni Moscon (ITA)            | AB                        |
| 132                       | Leonardo Basso (ITA)           | AB                        |
| 133                       | Manuele Boaro (ITA)            | AB                        |
| 134                       | Yevgeniy Fedorov (KAZ) (route) | 101e                      |
| 135                       | Michele Gazzoli (ITA)          | AB                        |
| 136                       | Davide Martinelli (ITA)        | AB                        |
| 137                       | Artyom Zakharov (KAZ)          | 86e                       |

| Bahrain Victorious TBV | Bahrain Victorious TBV      | Bahrain Victorious TBV |
| ---------------------- | --------------------------- | ---------------------- |
| Num                    | Coureur                     | Pos                    |
| 141                    | Heinrich Haussler (AUS)     | AB                     |
| 142                    | Filip Maciejuk (POL)        | 84e                    |
| 143                    | Jan Tratnik (SLO)           | 12e                    |
| 144                    | Matej Mohorič (SLO) (route) | 21e                    |
| 145                    | Jasha Sütterlin (GER)       | 26e                    |
| 146                    | Dylan Teuns (BEL)           | 6e                     |
| 147                    | Fred Wright (GBR)           | 7e                     |

| Bora-Hansgrohe BOH | Bora-Hansgrohe BOH        | Bora-Hansgrohe BOH |
| ------------------ | ------------------------- | ------------------ |
| Num                | Coureur                   | Pos                |
| 151                | Nils Politt (GER)         | 47e                |
| 152                | Jonas Koch (GER)          | 87e                |
| 153                | Marco Haller (AUT)        | 102e               |
| 154                | Jordi Meeus (BEL)         | AB                 |
| 155                | Ryan Mullen (IRL) (route) | AB                 |
| 156                | Martin Laas (EST)         | AB                 |
| 157                | Danny van Poppel (NED)    | 16e                |

| Cofidis COF | Cofidis COF             | Cofidis COF |
| ----------- | ----------------------- | ----------- |
| Num         | Coureur                 | Pos         |
| 161         | Piet Allegaert (BEL)    | AB          |
| 162         | Tom Bohli (SUI)         | AB          |
| 163         | Wesley Kreder (NED)     | NP          |
| 164         | Sander Armée (BEL)      | 48e         |
| 165         | Szymon Sajnok (POL)     | 93e         |
| 166         | Kenneth Vanbilsen (BEL) | AB          |
| 167         | Jelle Wallays (BEL)     | AB          |

| Groupama-FDJ GFC | Groupama-FDJ GFC            | Groupama-FDJ GFC |
| ---------------- | --------------------------- | ---------------- |
| Num              | Coureur                     | Pos              |
| 171              | Stefan Küng (SUI)           | 5e               |
| 172              | Lewis Askey (GBR)           | 55e              |
| 173              | Kevin Geniets (LUX) (route) | 37e              |
| 174              | Olivier Le Gac (FRA)        | 31e              |
| 175              | Fabian Lienhard (SUI)       | 51e              |
| 176              | Tobias Ludvigsson (SWE)     | AB               |
| 177              | Valentin Madouas (FRA)      | 3e               |

| Movistar Team MOV | Movistar Team MOV         | Movistar Team MOV |
| ----------------- | ------------------------- | ----------------- |
| Num               | Coureur                   | Pos               |
| 181               | Alex Aranburu (ESP)       | 20e               |
| 182               | Imanol Erviti (ESP)       | 71e               |
| 183               | Iván García Cortina (ESP) | 22e               |
| 184               | Johan Jacobs (SUI)        | 64e               |
| 185               | Mathias Norsgaard (DEN)   | 57e               |
| 186               | Max Kanter (GER)          | 91e               |
| 187               | Iñigo Elosegui (ESP)      | 82e               |

| Team DSM DSM | Team DSM DSM               | Team DSM DSM |
| ------------ | -------------------------- | ------------ |
| Num          | Coureur                    | Pos          |
| 191          | John Degenkolb (GER)       | 18e          |
| 192          | Søren Kragh Andersen (DEN) | NP           |
| 193          | Nikias Arndt (GER)         | AB           |
| 194          | Niklas Märkl (GER)         | 85e          |
| 195          | Joris Nieuwenhuis (NED)    | 39e          |
| 197          | Kevin Vermaerke (USA)      | AB           |

| B&B Hotels-KTM BBK | B&B Hotels-KTM BBK     | B&B Hotels-KTM BBK |
| ------------------ | ---------------------- | ------------------ |
| Num                | Coureur                | Pos                |
| 201                | Alexis Gougeard (FRA)  | AB                 |
| 202                | Quentin Jauregui (FRA) | 80e                |
| 203                | Victor Koretzky (FRA)  | 59e                |
| 204                | Jordi Warlop (BEL)     | AB                 |
| 205                | Cyril Lemoine (FRA)    | 70e                |
| 206                | Luca Mozzato (ITA)     | 25e                |
| 207                | Julien Morice (FRA)    | 103e               |

| Bingoal Pauwels Sauces WB BWB | Bingoal Pauwels Sauces WB BWB | Bingoal Pauwels Sauces WB BWB |
| ----------------------------- | ----------------------------- | ----------------------------- |
| Num                           | Coureur                       | Pos                           |
| 211                           | Timothy Dupont (BEL)          | AB                            |
| 212                           | Mathijs Paasschens (NED)      | AB                            |
| 213                           | Arjen Livyns (BEL)            | 32e                           |
| 214                           | Stanisław Aniołkowski (POL)   | 92e                           |
| 215                           | Karl Patrick Lauk (EST)       | AB                            |
| 216                           | Ludovic Robeet (BEL)          | 95e                           |
| 217                           | Tom Wirtgen (LUX)             | AB                            |

| Sport Vlaanderen-Baloise SVB | Sport Vlaanderen-Baloise SVB | Sport Vlaanderen-Baloise SVB |
| ---------------------------- | ---------------------------- | ---------------------------- |
| Num                          | Coureur                      | Pos                          |
| 221                          | Julian Mertens (BEL)         | 58e                          |
| 222                          | Vito Braet (BEL)             | AB                           |
| 223                          | Sander De Pestel (BEL)       | 90e                          |
| 224                          | Lindsay De Vylder (BEL)      | 68e                          |
| 225                          | Robbe Ghys (BEL)             | 45e                          |
| 226                          | Arne Marit (BEL)             | 81e                          |
| 227                          | Kenneth Van Rooy (BEL)       | AB                           |

| Arkéa-Samsic ARK | Arkéa-Samsic ARK       | Arkéa-Samsic ARK |
| ---------------- | ---------------------- | ---------------- |
| Num              | Coureur                | Pos              |
| 231              | Amaury Capiot (BEL)    | 24e              |
| 232              | Christophe Noppe (BEL) | AB               |
| 233              | Matîs Louvel (FRA)     | 17e              |
| 234              | Markus Pajur (EST)     | 94e              |
| 235              | Kévin Ledanois (FRA)   | AB               |
| 236              | Clément Russo (FRA)    | 49e              |
| 237              | Connor Swift (GBR)     | 62e              |

| Uno-X Pro Cycling Team UXT | Uno-X Pro Cycling Team UXT  | Uno-X Pro Cycling Team UXT |
| -------------------------- | --------------------------- | -------------------------- |
| Num                        | Coureur                     | Pos                        |
| 241                        | Kristoffer Halvorsen (NOR)  | AB                         |
| 242                        | Tobias Johannessen (NOR)    | AB                         |
| 243                        | William Blume Levy (DEN)    | AB                         |
| 244                        | Erik Nordsæter Resell (NOR) | AB                         |
| 245                        | Anders Skaarseth (NOR)      | 28e                        |
| 246                        | Søren Wærenskjold (NOR)     | AB                         |
| 247                        | Rasmus Tiller (NOR)         | 88e                        |